# Wiktor Petrowitsch Krawtschenko

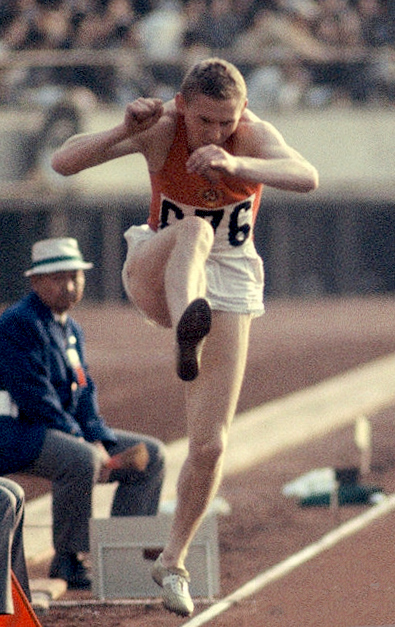
Wiktor Petrowitsch Krawtschenko

Wiktor Petrowitsch Krawtschenko (russisch Виктор Петрович Кравченко,  engl. Transkription Viktor Kravchenko; * 25. Mai 1941 in Rostow am Don) ist ein ehemaliger sowjetischer Leichtathlet.
Bei den Olympischen Spielen in Tokio 1964 gewann er im Dreisprung mit seiner persönlichen Bestleistung von 16,57 m die Bronzemedaille hinter dem Polen Józef Szmidt (16,85 m) und seinem Landsmann Oleg Fjodossejew (16,58 m).
1964 und 1966 wurde er sowjetischer Meister.